# 广州海洋地质调查局
广州海洋地质调查局，简称广海局，是直属于中国地质调查局正厅级事业单位，从事海洋地质调查研究。开展油气资源调查、海洋工程地质与灾害地质调查、大洋地质科学考察、南极科学考察、新能源（天然气水合物）调查、海洋高科技等。现有职工800余人，其中各类专业技术人员540余人，高级职称专业技术人员141人（其中45人为教授级高级工程师）。中国工程院院士1人。
曾用名“广州海洋勘探开发总公司”。

## 历史
始建于1963年12月24日的地质部海洋地质科学研究所（南京）。1970年9月，海洋地质研究所从南京迁至湛江，下放地方称广东省海洋地质调查大队，不久改称国家计划委员会地质局第二海洋地质调查大队。进入北部湾近岸工作，圈定并初步评价了北部湾含油气盆地，并于1974年移交石油工业部进行勘探。1976年5月国家地质总局设立南海地质调查指挥部，接管第二海洋地质大队(简称“二海”)、新设第四海洋地质大队（简称“四海”，有“勘探2号”钻井平台）。 1975—1976年第二海洋地质调查大队完成了珠江口外海洋地质地球物理综合调查，首次圈定了具有油气远景的珠江口盆地和琼东南盆地。
子弟学校称“海地学校”（现名广州市海地实验学校），创办于1979年2月的“四海子弟学校”，1980年初开办初中，1985年招收高中，发展为完全中学。中小学全合一。2001年9月改称国土资源广州海洋地质调查局海地学校（内分中，小学部）。  

## 科考船
拥有5艘科学调查船。：东莞市麻涌镇大盛村润丰路的海洋地质调查码头，2003年投入使用，是调查船停泊地，也是局船舶大队（正处级）所在地。
- 奋斗四号：求新造船厂1975年交付。满载排水量1200吨
- 奋斗五号：1979年12月广州造船厂建造。与奋斗四号同型号。
- 探宝号：高分辨率、常规、低频深水油气地震调查的多功能地震调查船。1978年9月日本建造，1993年从美国西部地球物理公司购进“T.W. Nelson”号。2600吨级。北京时间2014年10月19日下午4时50分，日本海上保安厅第11管区那霸海上保安本部巡逻飞机确认，在冲绳县宫古岛海域的专属经济区内，中国籍海洋调查船“探宝号”拖着绳索状物体在该海域航行。[2]
- 海洋四号：625B型海洋地质地球物理综合调查船。1978年上海沪东船厂建造，1980年交付使用。使用吨位2608吨。满载排水量3324吨。1990年10月到1991年5月，从广州出发，经斐济、 塔希提、瓦尔帕莱索、乌斯怀亚，于1991年元旦抵达南极洲。经过2个月完成了南设得兰群岛以南、南极半岛西北部海域以布兰斯菲尔德海峡为主的综合地质、地球物理调查。[3]
- 海洋六号：综合地质地球物理调查船，武昌造船厂建造，2007 年8月开工，2008年10月下水，2009年10月入列。设计排水量4600吨。
- 海洋地质八号：2017年2月28日下水，進入海試階段。上海船厂建造。设计排水量约4995吨[4]
- 海洋地質九號：2017年2月28日下水，進入海試階段。上海船厂建造。设计排水量约4995吨[4]
- 海洋地质十号：建造中。综合地质调查船。广东中远船务开工，该船由701所设计，设计排水量约2960吨，

已经退役调查船：
- 海洋二号：1973年由沪东造船厂建造的625型海洋地质调查船。满载排水量3033吨。1981年7月—10月，对台湾海峡首次进行地质调查，发现韩江凹陷、九龙江凹陷和晋江凹陷，并预测台湾浅滩南盆地有找油远景。南海北部区域综合地球物理调查、台湾海峡油气资源调查等发挥过重要作用。1991年退役
- 奋斗六号：满排1300吨，1978年美国地球资源服务公司引进“奥林匹克”号，后因不明原因于80年代退役。[5]